# Luciano Agostiniani

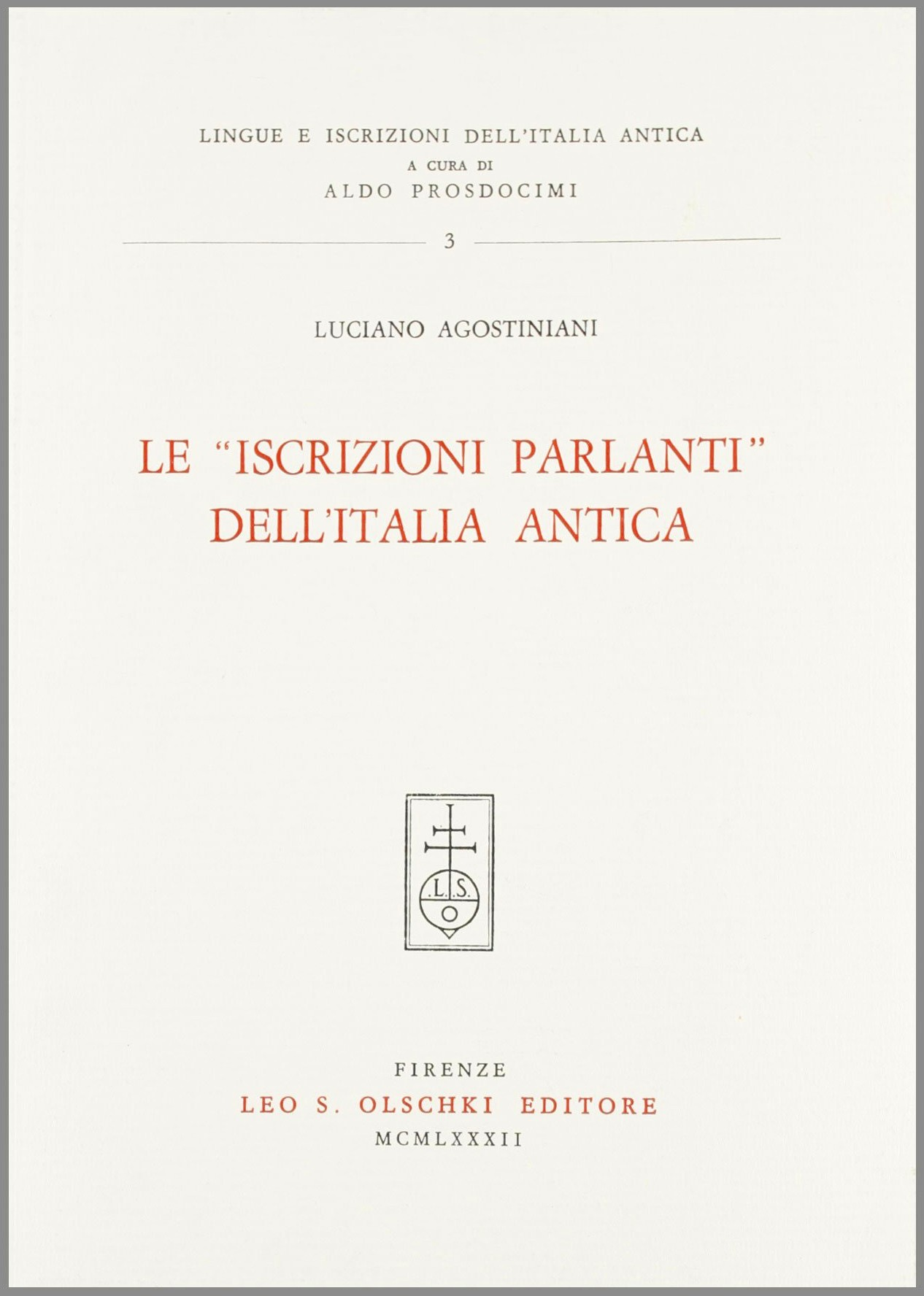
Luciano Agostiniani: Le “iscrizioni parlanti” dell’Italia antica. (1982)

Luciano Agostiniani (* 20. März 1939 in Pistoia; † 20. Oktober 2022 in Florenz) war ein italienischer Linguist und Etruskologe. Er lehrte als Professor an der Universität Perugia.

## Leben und Werk
Luciano Agostiniani schloss 1972 sein Studium der Literaturwissenschaft und Philosophie an der Universität Florenz ab. Von 1981 bis 1987 arbeitete er als wissenschaftlicher Mitarbeiter an der Universität Florenz. Von 1987 bis 2009 war er Professor für Allgemeine Sprachwissenschaft und Vergleichende Philologie an der Universität Perugia. 1993 wurde er Direktor des Instituts für Linguistik.
Seine Forschungsschwerpunkte waren italische Sprachen, Dialektologie und Soziolinguistik, insbesondere der gesprochenen italienischen Sprache. Darüber hinaus beschäftigte sich Agostiniani mit Semantik, auch im Zusammenhang mit Phraseologie und Idiomatik, und mit Historischer Linguistik. Ein besonderer Schwerpunkt seiner Arbeit lag auf der etruskischen Sprache, ihrer Struktur und Sprachtypologie. Einen wesentlichen Beitrag leistete er zur Lesung der Tabula Cortonensis.
Agostiniani verstarb am 20. Oktober 2022 im Alter von 83 Jahren in Florenz.

## Familie
Luciano Agostiniani war der Sohn von Rolando Agostiniani und Vanda Agostiniani, geb. Beneforti. 1977 heiratete er Gabriella Capecchi, die Professorin für römische Archäologie in Florenz ist.

## Mitgliedschaften
- Vorstandsmitglied des Istituto Nazionale di Studi Etruschi ed Italici
- Mitglied der Società Italiana di Glottologia
- Mitglied der Società Internazionale di Linguistica e Filologia Italiana
- Mitglied der Società di Linguistica Italiana
- Korrespondierendes Mitglied der Accademia della Crusca

## Veröffentlichungen (Auswahl)
- Iscrizioni anelleniche di Sicilia. Le iscrizioni elime (= Lingue e iscrizioni dell'Italia antica. 1, ZDB-ID 438343-6). Olschki, Florenz 1977.
- Duenom duenas. καλoς καλo. mlax mlakas. In: Studi Etruschi. Bd. 49, 1981, ISSN 0391-7762, S. 95–111.
- Le „iscrizioni parlanti“ dell’Italia antica. (= Lingue e iscrizioni dell'Italia antica. 3). Olschki, Florenz 1982, ISBN 8822231376.
- mit Ole Hjordt-Vetlesen: Lessico etrusco cronologico e topografico. Dai materiali del Thesaurus Linguae Etruscae (= Biblioteca dell'Archivum Romanicum. Serie 2: Linguistica. 45). Olschki, Florenz 1988, ISBN 8822235959.
- Sui numerali etruschi e la loro rappresentazione grafica. In: AION Linguistica. Bd. 17, 1995, S. 21–65.
- mit Francesco Nicosia: Tabula Cortonensis (= Studia archaeologica. 105). „L'Erma“ di Bretschneider, Rom 2000, ISBN 8882650901.
- mit Giulio Giannecchini: Sulla iscrizione di Larthi Cilnei. In: Studi Etruschi. Bd. 65/68, 2002, S. 205–214.
- Le iscrizioni di Novilara. In: I Piceni e l'Italia medio-adriatica. Atti del XXII Convegno di Studi Etruschi ed Italici Ascoli Piceno – Teramo – Celano – Ancona, 9–13 aprile 2000. Istituti Editoriali e Poligrafici Internazionali, Pisa u. a. 2003, ISBN 8881473569, S. 115–125.
- Sulla ricostruzione di alcuni aspetti della fonologia dell'etrusco. In: Studi Etruschi. Bd. 71, 2005, S. 71–81.
- Varietà (diacroniche e geografiche) della lingua etrusca. In: Studi Etruschi. Bd. 72, 2006, S. 173–187.
- Epigrafia e lingua elime: un bilancio. In: Maria Adelaide Vaggioli (Hrsg.): Guerra e pace in Sicilia e nel Mediterraneo antico (VIII–III sec. a.C.). Arte, prassi e teoria della pace e della guerra. Atti delle quinte giornate internazionali di studi sull'area elima e la Sicilia occidentale nel contesto mediterraneo, Erice, 12–15 ottobre 2003 (= Seminari e convegni. 7, 2). Band 2. Edizioni della Normale, Pisa 2006, ISBN 9788876422102, S. 683–688.
- mit Riccardo Massarelli: Non una ma due: sulla lamina con culśanś al Museo dell'Accademia Etrusca e della città di Cortona. In: Studi Etruschi. Bd. 75, 2009, S. 107–121.
- mit Giulio M. Facchetti: Il vaso di Niumsis Tanunis. In: Studi Etruschi. Bd. 75, 2009, S. 123–146.
- Sulla grafia e la lingua delle iscrizioni anelleniche di Lemnos. In: Vicenzo Bellelli (Hrsg.): Le origini degli Etruschi. Storia Archeologia Antropologia (= Studia archaeologica. 186). „L'Erma“ di Bretschneider, Rom 2012, ISBN 9788882657420, S. 169–194.
- The Etruscan Language. In: Jean MacIntosh Turfa (Hrsg.): The Etruscan World. Routledge, London u. a. 2013, ISBN 9780415673082, S. 457–477.
- Niumsis Tanunis, la Tabula Bantina e la flessione pronominale italica. In: Studi Etruschi. Bd. 77, 2014, S. 197–215.